# Route 435 (Terre-Neuve-et-Labrador)
Pour les articles homonymes, voir Route 435.
La route 435 est une route tertiaire de la province de Terre-Neuve-et-Labrador d'orientation nord-sud située dans le nord de l'île de Terre-Neuve, à l'extrême nord-est de la péninsule Northern. Elle est une route faiblement empruntée reliant la route 430 à Cook's Harbour, suivant la rive sud-ouest de la baie Pistolet. Route alternative de la 430, elle est nommée Cook's Harbour Road, mesure 35 kilomètres, et est une route asphaltée sur l'entièreté de son tracé.

## Communautés traversées
- Cook's Harbour
- Wild Bight
- Cape Norman (en)
- North Boat Harbour